# The Ice Warriors
A The Ice Warriors a Doctor Who sorozat harminckilencedik része, amit 1967. november 11.-e és december 16.-a között vetítettek hat epizódban. Itt jelennek meg először a Jégharcosok.

## Történet
A Doktor és társai ismét a Föld messzi jövőjébe utaznak, ahol ismét jégkorszak van. A jégbe fagyva egy páncélos alakot találnak - egy jégharcost, egy évszázaddal azelőtt zuhant le a hajójával. A Jégharcosokat felélesztve azok azonnal birtokba venni a Földet a Mars nevében.

### Folytonosság
Ez volt a Jégharcosok első megjelenése. Később megjelent a The Seeds of Death, a The Curse of Peladon, a The Monster of Peladon, és a Hideg Háború című részekben. Később a Doktor megemlíti őket a A Mars vizei részben is.

## Epizódok listája
| Epizód címe | Bemutató napja     | Hossza | Nézők száma (millió) | Formátum                     |
| ----------- | ------------------ | ------ | -------------------- | ---------------------------- |
| 1           | 1967. november 11. | 24:21  | 6,7                  | 16 mm t/r                    |
| 2           | 1967. november 18. | 24:16  | 7,1                  | Csak képek és/vagy töredékek |
| 3           | 1967. november 25. | 23:58  | 7,4                  | Csak képek és/vagy töredékek |
| 4           | 1967. december 2.  | 24:23  | 7,3                  | 16 mm t/r                    |
| 5           | 1967. december 9.  | 24:25  | 8                    | 16 mm t/r                    |
| 6           | 1967. december 16. | 23:58  | 7,5                  | 16 mm t/r                    |

## Könyvkiadás
A könyvváltozatát 1976 márciusában adta ki a Target könyvkiadó. Írta Brian Hayles.

## Otthoni kiadás
- VHS-n a megmaradt jeleneteket 1998-n adták ki.
- DVD-n 2013. augusztus 26.-n adták ki. Az elveszett 2. és 3. részeket animálva lehet megtekinteni.

### Fordítás
- Ez a szócikk részben vagy egészben  a   The Ice Warriors című angol Wikipédia-szócikk fordításán alapul.  Az eredeti cikk szerkesztőit annak laptörténete sorolja fel. Ez a jelzés csupán a megfogalmazás eredetét és a szerzői jogokat jelzi, nem szolgál a cikkben szereplő információk forrásmegjelöléseként.